# BEFFE
Bei dem BEFFE-Wert (bindegewebseiweißfreies Fleischeiweiß) handelt es sich um ein Kriterium, um Fleischerzeugnisse hinsichtlich ihrer Zusammensetzung beurteilen zu können.
In den Leitsätzen der Deutschen Lebensmittelbuchkommission wird der BEFFE-Wert folgendermaßen definiert: „Als bindegewebseiweißfreies Fleischeiweiß gilt die Differenz zwischen Gesamteiweiß und der Summe aus Fremdeiweiß, fremden Nichteiweißstickstoffverbindungen und Bindegewebseiweiß.“
Somit handelt es sich beim BEFFE-Wert um ein indirekt ermitteltes Kriterium, da weder in der Rohware noch im Erzeugnis der Anteil an binde- und fettgewebefreiem Fleischeiweiß direkt bestimmt werden kann. Unter Fremdeiweiß versteht man dem Produkt zugesetzte Fremdproteine wie Milchprotein oder pflanzliches Protein, während unter fremden Nichteiweißstickstoffverbindungen zum Beispiel Proteinhydrolysate oder Ammoniumsalze (Zusatz illegal) verstanden werden.
Da der Anteil an BEFFE wertgebend für ein Produkt ist, müssen die in den Leitsätzen definierten BEFFE-Werte und auch die Relation zu anderen Bewertungskriterien erfüllt sein, damit ein Produkt als verkehrsfähig eingestuft werden kann. Hintergrund der Definition bestimmter Produktkriterien ist, sicherstellen zu können, dass sowohl der Charakter als auch die Qualität von Fleischerzeugnissen dauerhaft erhalten bleibt.